# 牧内博幸
牧内 博幸（まきうち ひろゆき）は、日本の外交官。在バルセロナ総領事、在ドミニカ共和国大使などを歴任。現在、東京理科大学国際化推進センター長他。

## 概要
1980年に法政大学を卒業し、外務省に入省。スペイン語圏の各国大使館における書記官、参事官、及び在バルセロナ総領事を経て、2016年7月からドミニカ共和国特命全権大使。２０２２年４月から東京理科大学の国際化推進センター長。（社）ESGネットワーク理事、日本ラテンアメリカ協会監事、日本カタルーニャ友好親善協会特別顧問。

## 来歴
長野県飯田市出身。長野県飯田工業高等学校の機械科を経て、法政大学の第二部文学部にて学んだ。大学卒業後、外務省に入省した。

### 外交官として
1990年代に外務省国際エネルギー課にて石油を中心としたエネルギー問題を担当し、ソ連邦崩壊後のタジキスタン、カザフスタンなどの多くの中央アジア諸国、及びロシア連邦内のサハ共和国などに赴き、国際エネルギー機関（IEA）等と共に対ロシア・エネルギー調査・協力を実施。
本省勤務においては、2012年から経済連携協定（EPA）交渉官として、特にコロンビア共和国とのEPA協定交渉を実施。 
スペイン語諸国での勤務では、日本の政府開発援助を活用した経済・技術協力や二国間外交関係の促進に努める。在バルセロナ総領事として在任中の2015年からは、ラテンアメリカの多くの課題克服のためには、数学とサイエンスを通じた論理・合理的思考力の強化が必須との問題意識の下、秋山仁東京理科大学教授と共に数学振興活動を実施 。2017年11月29日には、秋山教授及び東京理科大学の協力を得てドミニカ共和国の首都サント・ドミンゴ市の通信博物館にラテンアメリカ初の楽しく学ぶ数学博物館を暫定オープン。2020年12月には、アビナデール大統領大統領により児童青年図書館内に正式オープン 。日本においては、大学などにおいて国際化を進める講演会を実施。

## 経歴
- 1974年3月 長野県飯田工業高等学校機械科卒業
- 1980年3月 法政大学第二部文学部英文学科卒業
- 1980年4月 外務省入省
- 1981年7月 スペインで在外研修、セビリア大学及びマドリード・コンプルテンセ大学にて修学
- 1983年7月 在ペルー日本大使館 三等書記官
- 1985年7月 在コロンビア日本大使館 二等書記官
- 1987年8月 外務省欧亜局西欧二課
- 1991年2月 外務省経済局国際エネルギー課
- 1994年9月 在ベネズエラ日本大使館 一等書記官
- 1997年9月 在キューバ日本大使館 参事官
- 2001年1月 在スペイン日本大使館 一等書記官
- 2003年9月 在コロンビア日本大使館 参事官
- 2008年9月 在ウルグアイ日本大使館 参事官
- 2010年9月 在ボリビア日本大使館 参事官
- 2012年11月 外務省中南米局中米カリブ課 地域調整官
- 2014年3月10日 在バルセロナ日本総領事
- 2016年7月19日 在ドミニカ共和国大使 拝命
- 2016年9月7日 在ドミニカ共和国大使 着任
- 2021年11月12日 在ドミニカ共和国大使退官[1]
- 2022年4月1日 東京理科大学国際化推進センター長
- 2022年6月 日本ラテンアメリカ協会監事
- 2022年10月 ESGネットワーク理事
- 2022年11月 日本カタルーニャ友好親善協会特別顧問

## 同期
- 鈴鹿光次 在アフガニスタン大使
- 青木伸也 在サモア大使
- 鈴木康久 在ニカラグア大使
- 澤田洋典 在アンゴラ大使
- 池崎保 在ブルキナファソ大使
- 加藤義治 在モーリシャス大使